# Anvil Beach
Anvil Beach ist ein Sandstrand im Süden des australischen Bundesstaats Western Australia. Er liegt auf der Nullaki-Halbinsel bei Nullaki.
Der Strand ist 960 Meter lang und bis zu 50 Meter breit. Er öffnet sich in Richtung Süden.
Anvil Beach wird nicht von Rettungsschwimmern bewacht.